# Leslie Djhone
Leslie Djhone (ur. 18 marca 1981 w Abidżanie) – francuski lekkoatleta, sprinter uprawiający bieg na 400 metrów.
W 2003 wraz z zespołem zdobył tytuł mistrza świata w sztafecie 4 × 400 metrów. Podczas igrzysk olimpijskich w Atenach był jedynym sprinterem z Europy, który zakwalifikował się do finału, a następnie zajął w nim 6. miejsce. Na lekkoatletycznych mistrzostwach Europy  w Göteborgu zdobył indywidualnie brązowy medal i złoty w sztafecie. W  finale mistrzostw świata w Osace zajął 5. miejsce. Również 5. był w finale Igrzysk w Pekinie (2008), podobnie jak 4 lata wcześniej ponownie był najlepszy spośród zawodników z Europy.
Podczas finałowego biegu w sztafecie 4 × 400 metrów na Mistrzostwach Świata w Lekkoatletyce (Paryż 2003) Djhone, Naman Keïta, Stéphane Diagana oraz Marc Raquil ustanowili rekord Francji (2:58,96), który przetrwał do 27 sierpnia 2023.
Djhone jest również aktualnym rekordzistą Francji w biegu na 400 metrów. Wynik 44,46 to czwarty najlepszy wynik w historii Europy. Z europejskich sprinterów lepsze wyniki na tym dystansie osiągali tylko Thomas Schönlebe, Roger Black i Iwan Thomas.
Należą do niego także halowe rekordy kraju na 300 (32,47 w 2010) oraz 400 (45,54 w 2011) metrów. Rezultat na 300 metrów do 2014 roku był także halowym rekordem Europy.